# Јама и клатно (филм из 1961)
Јама и клатно (енгл. The Pit and the Pendulum) је амерички хорор филм из 1961. године, редитеља Роџера Кормана и сценаристе Ричарда Матесона, рађен по истоименој причи Едгара Алана Поа. Главне улоге тумаче Винсент Прајс, Барбара Стил, Џон Кер и Луана Андерс. Радња је смештена у Шпанију током 16. века и прати младог Енглеза Франсиса Барнарда, који долази у злослутни дворац како би испитао нестанак своје сестре. Након серије застрашујућих открића, насилних смрти и наизглед натприродних приказа, главни протагониста се налази на справи за мучење из наслова филма.
Филм је добио веома позитивне критике и са зарадом од 2 милиона долара постао комерцијално најуспешнији хорор филм године, као и најуспешнији у историји продукцијске куће AIP. Према филмском критичару Тиму Лукасу и сценаристи Ернесту Гасталдију, филм је имао снажан утицај на надолазеће италијанске филмове хорор жанра, што се поготово може приметити у остварењима Марија Баве и Дарија Арђента. Писац Стивен Кинг је сцену са клатном описао као једну од најзначајнијих у хорорима после 1960. године.

## Радња
У Шпанији 1547. године, Енглез Франсис Барнард долази у замак свог зета Николаса Медине да истражи мистериозан нестанак своје сестре Елизабет. Николас и његова млађа сестра Катарина дају нејасно објашњење да је Елизабет умрла од ретког поремећаја у крви три месеца раније; Николас избегава да одговори када Франсис затражи конкретне детаље. Франсис се заклиње да неће отићи док не открије истину о смрти своје сестре.
Франсис поново пита за смрт своје сестре током вечере са породичним лекаром, доктором Леоном. Леон му каже да је Елизабет умрла од затајења срца, као и да је буквално „умрла од страха”. Франсис захтева да види место где је Елизабет умрла. Николас га води у просторију за мучење у замку. Николас открива да је Елизабет постала опседнута справама за мучење под утицајем „тешке атмосфере” замка. Постајући све нестабилнија, сама се закључала у железну девицу и умрла након што је прошапутала име „Себастијан”. Франсис одбија да поверује у Николасову причу.
Франсис каже Катарина да Николас изгледа као да осећа „јасну кривицу” због Елизабетине смрти. Катарина прича о Николасовом трауматичном детињству. Њихов отац био је Себастијан Медина, озлоглашени агент Шпанске инквизиције. Када је Николас био дете, ушуњао се у забрањену просторију за мучење, где је његов отац ушао са својом супругом Изабелом и својим братом Бартоломеом. Сакривен у једном ћошку, Николас је с ужасом посматрао како његов отац више пута удара Бартоломеа усијаним гвожђем, вичући му: „Прељубниче!” Након што је убио Бартоломеа, Себастијан је почео да мучи своју жену све док није умрла, пред Николасовим очима.
Доктор Леон касније информише Катарину и Франсиса да Изабела није умрла од мучења; уместо тога, била је зазидана жива. Он објашњава: „И сама помисао на прерану сахрану довољна је да твог брата доведе до напада ужаса.” Николас се плаши да је и Елизабет можда била жива сахрањена. Доктор каже Николасу: „Ако Елизабет Медина хода ходницима овог замка, то је њен дух, а не њено живо тело.”
Николас верује да дух његове покојне жене прогања замак. Из њене собе чује се велика бука, соба је опустошена, а њен портрет исечен. Њен вољени чембало свира усред ноћи. Један од њених прстенова појављује се на диркама инструмента. Франсис оптужује Николаса да је подметнуо доказе о „уклетости” као део сложене преваре. Николас инсистира да Франсис отвори гроб његове жене. Откривају распаднуто Елизабетино тело, укочено у положају који указује да је умрла вриштећи након што није успела да се извуче из саркофага. Николас се онесвести.
Те ноћи, Николас — сада на ивици лудила — чује како га Елизабет дозива и прати њен глас до гробнице. Елизабет устаје из ковчега и јури Николаса до просторије за мучење, где он пада низ степенице. Док се Елизабет злослутно надвија над телом свог бесвесног мужа, појављује се њен љубавник и саучесник, доктор Леон. Заједно су сковали план да доведу Николаса до лудила како би она наследила његово богатство и замак.
Леон потврђује да је Николас мртав, ума уништеног услед страха. Елизабет се изругује свом безосећајном мужу, али Николас изненада почиње да се хистерично смеје, на ужас њих обоје. Верујући да је он сада Себастијан, понавља догађаје из убистава своје мајке и стрица, мешајући Елизабет са Изабелом, а доктора Леона са Бартоломеом. Николас баца Леона на стуб и хвата Елизабет, понављајући очеве речи упућене Изабели о мучењу. Након што се „обрачуна” са Елизабет, Николас напада доктора Леона који покушава да побегне, али пада у јаму и гине.
Франсис, који је чуо Елизабетине крике, улази у тамницу. Николас га такође меша са Бартоломеом и онесвешћује га. Везује га за камену плочу директно испод огромног, оштрог клатна. Клатно је повезано са механичким системом који га спушта за неколико милиметара после сваког замаха, све ближе Франсисовом телу. Катарина стиже у последњем тренутку са Максимилијаном, једним од слугу породице Медина. Након кратке борбе са Максимилијаном, Николас пада у своју смрт. Франсиса уклањају са справе за мучење, крвавог, али живог.
Троје преживелих — Франсис, Катарина и Максимилијан — напуштају собу за мучење, а Катарина се заклиње да нико више никада неће ући у њу. Не знајући за то, још увек жива Елизабет, везана и заробљена у железној девици, беспомоћно посматра како се врата заувек затварају и закључавају.

## Улоге
| Глумац         | Улога                   |
| -------------- | ----------------------- |
| Винсент Прајс  | Николас Медина          |
| Џон Кер        | Франсис Барнард         |
| Барбара Стил   | Елизабет Барнард Медина |
| Луана Андерс   | Катарина Медина         |
| Ентони Карбон  | доктор Леон             |
| Патрик Вествуд | Максимилијан            |
| Линет Бернај   | Марија                  |
| Мери Мензис    | Изабела                 |
| Чарлс Виктор   | Бартоломе               |